# Cyberheidi 3D
Cyberheidi 3D ist ein 15-minütiger Kurzfilm, der 2002 als erste deutsche digitale 3D-Spielfilm-Produktion entstand.
Der Film wurde von der Münchener Firma Virtual Experience produziert, die sich auf die Herstellung von 3D-Filmen spezialisiert hat wie zum Beispiel auch Delusion 3D. Für Cyberheidi 3D wurde Virtual Experience durch den Film-Fernseh-Fonds-Bayern unterstützt und vom Bayerischen Rundfunk und der Hochschule für Fernsehen und Film (München) koproduziert.
Der Film wurde mit einer 3D-Stereokamera gefilmt und mit Raumklang versehen, der das räumliche Erlebnis noch unterstreicht. Die Premiere des Films fand im Mai 2002 im IMAX-Kino in München statt auf einer extra dafür installierten digitalen 3D-Projektion mit 12 m Bildbreite.

## Handlung
Bei dem Film Cyberheidi 3D geht es um den Programmierer Linus Bost, der aufgrund eines Programmfehlers aus der Welt seines Virtual-Reality-Spieles nicht mehr herauskommt. In dem 3D-Ego-Shooter-Spiel schießen die gegnerischen Krieger nicht mehr, sondern spielen friedlich Karten. Heidi, die es in dem Spiel zu befreien gilt, ist bereits frei. Linus versucht nun alles, um in die reale Welt zurückzukehren, doch Heidi hat andere Pläne mit ihm. Erst als sich beide finden, kommt Linus in die Realität zurück.